# Kunugia
Kunugia är ett släkte av fjärilar. Kunugia ingår i familjen ädelspinnare.

## Bildgalleri

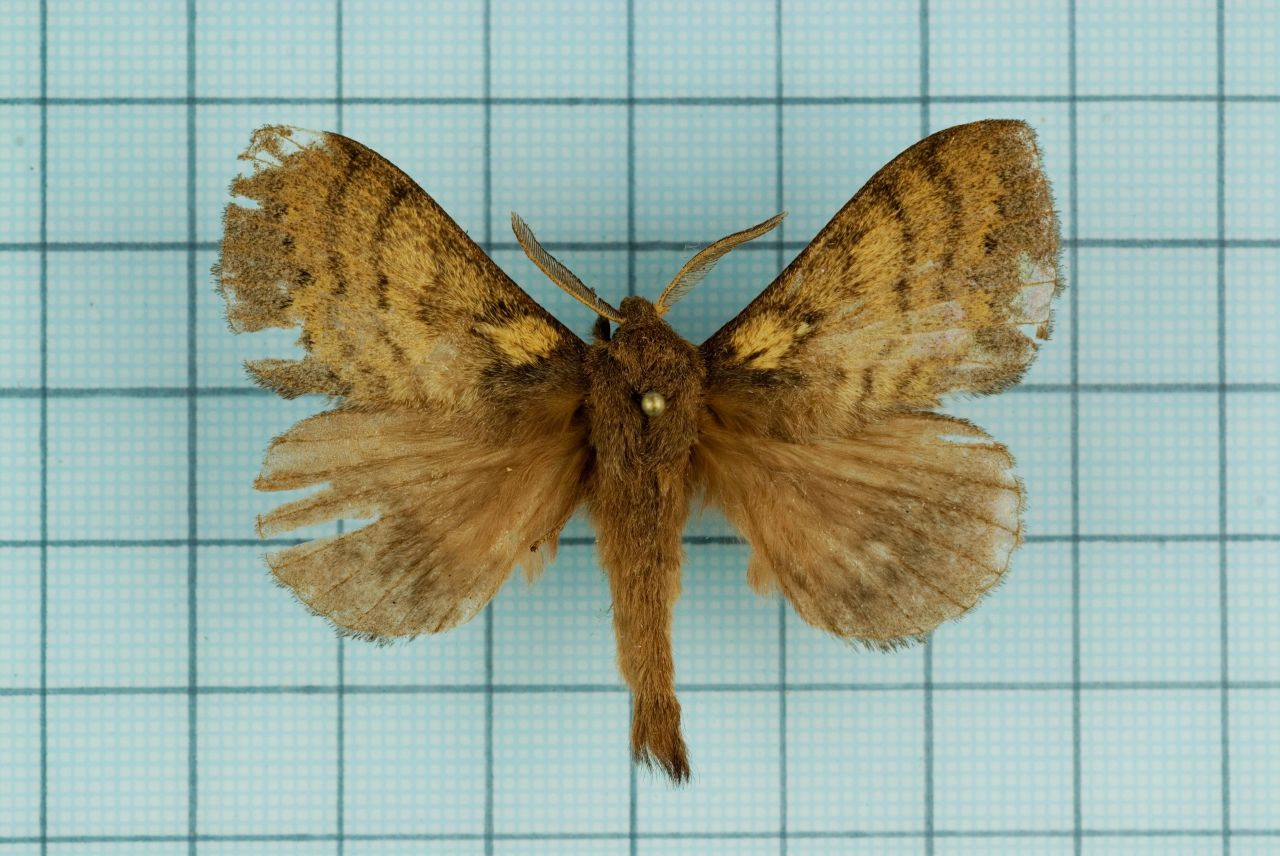

## Dottertaxa tillKunugia, i alfabetisk ordning[1]
- Kunugia ampla
- Kunugia austroplacida
- Kunugia basidiscata
- Kunugia basimacula
- Kunugia basinigra
- Kunugia brunnea
- Kunugia burmensis
- Kunugia charpentierii
- Kunugia chosenicola
- Kunugia divaricata
- Kunugia dora
- Kunugia drakei
- Kunugia excellens
- Kunugia excelsa
- Kunugia fasciata
- Kunugia fasciatella
- Kunugia ferox
- Kunugia ferruginea
- Kunugia flaveola
- Kunugia flavicarens
- Kunugia fulgens
- Kunugia fuscomarginata
- Kunugia grisea
- Kunugia gynandra
- Kunugia hollowayi
- Kunugia iwasakii
- Kunugia jianchuanensis
- Kunugia kobesi
- Kunugia latipennis
- Kunugia leucopicta
- Kunugia lidderdalii
- Kunugia lineata
- Kunugia magellani
- Kunugia metanastroides
- Kunugia obliquifascia
- Kunugia omeiensis
- Kunugia parexellens
- Kunugia pippae
- Kunugia placida
- Kunugia pryeri
- Kunugia purpurescens
- Kunugia quadrilineata
- Kunugia rectifascia
- Kunugia shensiensis
- Kunugia stigmata
- Kunugia suanoides
- Kunugia sumatrae
- Kunugia tagubodica
- Kunugia tamsi
- Kunugia undans
- Kunugia unicolor
- Kunugia variegata
- Kunugia vulpina
- Kunugia xichangensis
- Kunugia xishuangensis
- Kunugia yamadai